# Dundee Football Club 2008-2009
Questa voce raccoglie le informazioni riguardanti il Dundee Football Club nelle competizioni ufficiali della stagione 2008-2009.

## Stagione
Il Dundee termino al quarto posto la Scottish First Division, mentre fu eliminato in Coppa di Scozia dal Celtic e in coppa di lega dal Partick Thistle, in entrambi i casi appena entrato in scena.

## Rosa
| N. |                        | Ruolo | Calciatore      |
| -- | ---------------------- | ----- | --------------- |
| 1  | Scozia (bandiera)      | P     | Rab Douglas     |
| 2  | Inghilterra (bandiera) | D     | David Cowan     |
| 5  | Scozia (bandiera)      | D     | Gary MacKenzie  |
| 7  | Francia (bandiera)     | C     | Frédéric Daquin |
| 9  | Scozia (bandiera)      | A     | Colin McMenamin |
| 10 | Scozia (bandiera)      | C     | Paul McHale     |
| 11 | Scozia (bandiera)      | C     | David O'Brien   |
| 12 | Canada (bandiera)      | D     | Chris Poźniak   |
| 25 | Scozia (bandiera)      | C     | Robert Davidson |
| 35 | Scozia (bandiera)      | D     | Craig Forsyth   |
| 52 | Scozia (bandiera)      | C     | Andrew Shinnie  |
| -  | Francia (bandiera)     | P     | Ludovic Roy     |
| -  | Scozia (bandiera)      | D     | Kyle Benedictus |

| N. |                      | Ruolo | Calciatore             |
| -- | -------------------- | ----- | ---------------------- |
| -  | Scozia (bandiera)    | D     | Jim Lauchlan           |
| -  | Scozia (bandiera)    | D     | Eddie Malone           |
| -  | Scozia (bandiera)    | D     | Craig McKeown          |
| -  | Canada (bandiera)    | C     | Rhian Dodds            |
| -  | Scozia (bandiera)    | C     | Eddie Mearns           |
| -  | Scozia (bandiera)    | C     | Colin Cameron          |
| -  | Scozia (bandiera)    | C     | Darren Young           |
| -  | Scozia (bandiera)    | C     | Mark Gilhaney          |
| -  | Scozia (bandiera)    | C     | Eric Paton             |
| -  | Cipro (bandiera)     | A     | Georgios Efrem         |
| -  | Scozia (bandiera)    | A     | Bryan Deasley          |
| -  | Guadalupa (bandiera) | A     | Mickaël Antoine-Curier |

## Risultati

### Scottish First Division
| Arbitro: | Mike Tumilty |

|                |           |                                                  |
| Dyron Daal 90’ | Marcatori | 35’ (rig.) Mickaël Antoine-Curier 50’ Eric Paton |

| Arbitro: | Steve Conroy |

|                            |           |  |
| Mickaël Antoine-Curier 44’ | Marcatori |  |

| Airdrie 16 agosto 2008, ore 16:00 3ª giornata | Airdrie Utd    | 0 – 0 referto | Dundee | Excelsior Stadium (1.787 spett.)\| Arbitro: \| Stephen Finnie \| |
| Arbitro:                                      | Stephen Finnie |               |        |                                                                  |

| Arbitro: | Dr John McKendrick |

|                |           |  |
| Eric Paton 28’ | Marcatori |  |

| Arbitro: | Iain Brines |

|                                                      |           |                   |
| Craig Barr 27’ Stephen Dobbie 44’ Stephen Dobbie 68’ | Marcatori | 14’ Chris Poźniak |

| Dundee 13 settembre 2008, ore 16:00 6ª giornata | Dundee      | 0 – 0 referto | Dunfermline | Dens Park (4.259 spett.)\| Arbitro: \| Euan Norris \| |
| Arbitro:                                        | Euan Norris |               |             |                                                       |

| Arbitro: | Alan Muir |

|  |           |                                                   |
|  | Marcatori | 40’ Chris Innes 84’ Calum Elliot 90’ Calum Elliot |

| Arbitro: | Iain Brines |

|                                   |           |  |
| Paul Sheerin 53’ Steven Milne 86’ | Marcatori |  |

| Glasgow 4 ottobre 2008, ore 16:00 9ª giornata | Partick Thistle | 0 – 0 referto | Dundee | Firhill Stadium (2.556 spett.)\| Arbitro: \| Eddie Smith \| |
| Arbitro:                                      | Eddie Smith     |               |        |                                                             |

| Arbitro: | Crawford Allan |

|                            |           |                                 |
| Mickaël Antoine-Curier 58’ | Marcatori | 23’ Andy Dowie 41’ Steven Craig |

| Arbitro: | Craig Thomson |

|                                               |           |  |
| Peter Weatherson 26’ Ryan McGuffie 59’ (rig.) | Marcatori |  |

| Arbitro: | Chris Boyle |

|                            |           |                 |
| Mickaël Antoine-Curier 66’ | Marcatori | 11’ Simon Lynch |

| Arbitro: | Stevie O'Reilly |

|  |           |                            |
|  | Marcatori | 68’ Mickaël Antoine-Curier |

| Arbitro: | Douglas McDonald |

|                                  |           |  |
| Eric Paton 64’ Bryan Deasley 79’ | Marcatori |  |

| Arbitro: | Brian Winter |

|                            |           |                  |
| Mickaël Antoine-Curier 74’ | Marcatori | 28’ Steven Milne |

| Arbitro: | Chris Boyle |

|                    |           |                                              |
| Tony McParland 73’ | Marcatori | 1’ Mickaël Antoine-Curier 33’ Georgios Efrem |

| Arbitro: | Calum Murray |

|                    |           |  |
| Willie McLaren 66’ | Marcatori |  |

| Dundee 20 dicembre 2008, ore 16:00 18ª giornata | Dundee        | 0 – 0 referto | Partick Thistle | Dens Park (3.569 spett.)\| Arbitro: \| Craig Thomson \| |
| Arbitro:                                        | Craig Thomson |               |                 |                                                         |

| Arbitro: | Eddie Smith |

|  |           |                     |
|  | Marcatori | 30’ Colin McMenamin |

| Arbitro: | Anthony Law |

|                |           |  |
| Eric Paton 66’ | Marcatori |  |

| Dundee 17 gennaio 2009, ore 16:00 21ª giornata | Dundee      | 0 – 0 referto | Greenock Morton | Dens Park (3.736 spett.)\| Arbitro: \| Colin Brown \| |
| Arbitro:                                       | Colin Brown |               |                 |                                                       |

| Arbitro: | Brian Winter |

|                     |           |  |
| Paul di Giacomo 69’ | Marcatori |  |

| Arbitro: | Craig Charleston |

|                                                |           |                    |
| Colin McMenamin 39’ Mickaël Antoine-Curier 42’ | Marcatori | 12’ Willie McLaren |

| Arbitro: | Mike Tumilty |

|                  |           |                            |
| Sean Higgins 90’ | Marcatori | 66’ Mickaël Antoine-Curier |

| Arbitro: | Stephen Finnie |

|                                                                                             |           |                      |
| Andrew Shinnie 48’ Georgios Efrem 55’ Mickaël Antoine-Curier 68’ Mickaël Antoine-Curier 79’ | Marcatori | 90’ Raffaele De Vita |

| Perth 28 febbraio 2009, ore 16:00 26ª giornata | St. Johnstone | 0 – 0 referto | Dundee | McDiarmid Park (7.238 spett.)\| Arbitro: \| Steve Conroy \| |
| Arbitro:                                       | Steve Conroy  |               |        |                                                             |

| Arbitro: | Douglas McDonald |

|                 |           |                  |
| Calum Woods 90’ | Marcatori | 61’ Eddie Malone |

| Arbitro: | Dr John McKendrick |

|                                                       |           |                                                          |
| Mickaël Antoine-Curier 55’ Mickaël Antoine-Curier 69’ | Marcatori | 43’ Barry Wilson 65’ Stephen Dobbie 77’ Martyn Lancaster |

| Arbitro: | Michael McCurry |

|                                                       |           |  |
| Colin McMenamin 32’ Mickaël Antoine-Curier 45’ (rig.) | Marcatori |  |

| Arbitro: | David Somers |

|                    |           |                     |
| Kevin McKinlay 81’ | Marcatori | 37’ Colin McMenamin |

| Arbitro: | Calum Murray |

|                                           |           |  |
| Peter Weatherson 29’ Peter Weatherson 79’ | Marcatori |  |

| Arbitro: | Chris Boyle |

|  |           |                 |
|  | Marcatori | 18’ Simon Lynch |

| Arbitro: | Euan Norris |

|  |           |                  |
|  | Marcatori | 61’ Darren Young |

| Arbitro: | Michael McCurry |

|  |           |                 |
|  | Marcatori | 2’ Steven Milne |

| Arbitro: | Alan Muir |

|                                              |           |  |
| Andrew Shinnie 53’ (aut.) Willie McLaren 77’ | Marcatori |  |

| Arbitro: | Stevie O'Reilly |

|                                                                             |           |  |
| Darren Young 1’ Colin McMenamin 34’ Colin McMenamin 69’ Colin McMenamin 74’ | Marcatori |  |

### Scottish Cup
| Arbitro: | Calum Murray |

|                                   |           |                     |
| Scott Brown 37’ Aiden McGeady 44’ | Marcatori | 14’ Colin McMenamin |